# جبال شوغنون
جبال شوغنون أو جبال شوغنان (بالروسية: Шугнанский хребет)‏ هي سلسلة جبال في طاجيكستان، وهي جزء من نظام جبال بامير. وهي تقع إدارياً في منطقة التبعية الجمهورية [الإنجليزية] بطاجيكستان.

## جغرافية
تمتد سلسلة جبال شغنون بين أودية نهر غونت [الإنجليزية] في الشمال وروافده شخدارا في الجنوب. منحدراته مغطاة بمروج ألبية والسهوب. هناك مناطق جليدية في السلسلة.
أعلى قمتها هي بيك سكاليستي بارتفاع 5،704 متر.